# Abraxas (음반)
| 전문가 평가                   | 전문가 평가 |
| 평가 점수                     | 평가 점수   |
| 출처                          | 점수        |
| ----------------------------- | ----------- |
| AllMusic                      | [ 1 ]       |
| Christgau's Record Guide      | C+          |
| Rolling Stone                 | (favorable) |
| The Rolling Stone Album Guide | [ 4 ]       |
| Encyclopedia of Popular Music | [ 5 ]       |

《Abraxas》는 미국의 라틴 록 밴드 산타나의 두 번째 스튜디오 음반이다. 이 음반은 1970년 9월 23일, 컬럼비아 레코드에 의해 발매되었고 미국에서 1위에 오른 이 밴드의 첫 음반이 되었다.

## 제목
이 음반의 제목은 헤르만 헤세의 책 《데미안》의 뒷 표지에 실린 한 구절에서 유래했다. "우리는 그 앞에 섰고 그 노력으로부터 내면이 얼어붙기 시작했다. 우리는 그 그림에 의문을 제기하고, 그것을 비난하고, 사랑을 나누고, 그것을 위해 기도했다. 우리는 그것을 어머니라고 불렀고, 창녀라고 불렀고, 그것을 우리의 사랑이라고 불렀고, 그것을 아브라삭스라고 불렀다...."
위에 인용된, 얼티메이트 기타 클래식에서의 코빈 리프의 2015년 기사는 산타나의 아브라삭스의 커버 아트의 성격에 관한 카를로스 산타나의 인용구를 포함하고 있지만, 제목 자체에 관한 헤르만 헤세의 속성은 그곳에서 지지되지 않는다. 분명히, 헤세의 아브라삭스는 그리스어 아브라삭스에서 유래한 것으로 보이는데, "그노스틱 바실리데스 체계에서 신비로운 의미를 지닌 단어로서, 365개의 구체의 최초인 '위대한 아콘'에 적용되고 있다."

## 커버 아트
이 음반 커버에는 독일 출신 프랑스 화가 마티 클라바인의 1961년 작품 《성모 영보》가 수록되어 있다. 이 화가에 따르면, 이 그림은 뉴욕으로 이주한 후에 그가 그린 첫 번째 그림들 중 하나라고 한다. 보도에 따르면 카를로스 산타나는 이 곡을 잡지에서 발견하고 이 밴드의 다음 음반 커버에 실릴 것을 요청했다고 한다. 음반 소매 뒷면에 있는 커버 아트는 'MATI'로 인정된다. 그것은 현재 록 음반 커버의 고전으로 여겨지고 있다. 클라바인은 마일스 데이비스, 허비 행콕, 어스 윈드 앤드 파이어, 그레그 올맨을 포함한 많은 유명한 아티스트들을 위한 음반 삽화를 디자인하기 시작했다.

## 유산
《Abraxas》는 미국 의회도서관에 의해 "문화적, 역사적 또는 예술적으로 중요한" 것으로 여겨졌고 2016년에 내셔널 레코딩 레지스트리에 보존 대상으로 선정되었다.
이 음반은 2009년 영화 《시리어스 맨》에서 잠깐 언급되었지만, 이 영화는 이 음반이 발매되기 3년 전에 세워졌다.

## 곡 목록
| #  | 제목                                    | 작사·작곡                          | 재생 시간 |
| -- | --------------------------------------- | ---------------------------------- | --------- |
| 1. | 〈Singing Winds, Crying Beasts〉 (기악) | 마이클 카라벨로                    | 4:51      |
| 2. | 〈Black Magic Woman/Gypsy Queen〉       | 피터 그린/가보 사보                | 5:24      |
| 3. | 〈Oye Cómo Va〉                         | 티토 푸엔테                        | 4:17      |
| 4. | 〈Incident at Neshabur〉 (기악)         | 알베르토 지안쿠토, 카를로스 산타나 | 4:58      |

| #  | 제목                           | 작사·작곡   | 재생 시간 |
| -- | ------------------------------ | ----------- | --------- |
| 1. | 〈Se Acabó〉                   | 호세 아라스 | 2:50      |
| 2. | 〈Mother's Daughter〉          | 그렉 롤리   | 4:25      |
| 3. | 〈Samba Pa Ti〉 (기악)         | 산타나      | 4:45      |
| 4. | 〈Hope You're Feeling Better〉 | 롤리        | 4:10      |
| 5. | 〈El Nicoya〉                  | 아레스      | 1:30      |

## 인증
| 국가                                                  | 인증        | 판매량/출하량 |
| ----------------------------------------------------- | ----------- | ------------- |
| 캐나다 (뮤직 캐나다)                                  | 3× 플래티넘 | 300,000^      |
| 프랑스 (SNEP)                                         | 플래티넘    | 300,000*      |
| 영국 (BPI)                                            | 골드        | 100,000^      |
| 미국 (RIAA)                                           | 5× 플래티넘 | 5,000,000^    |
| *판매량을 기반으로 한 인증 ^출하량을 기반으로 한 인증 |             |               |